# الخانق العظيم

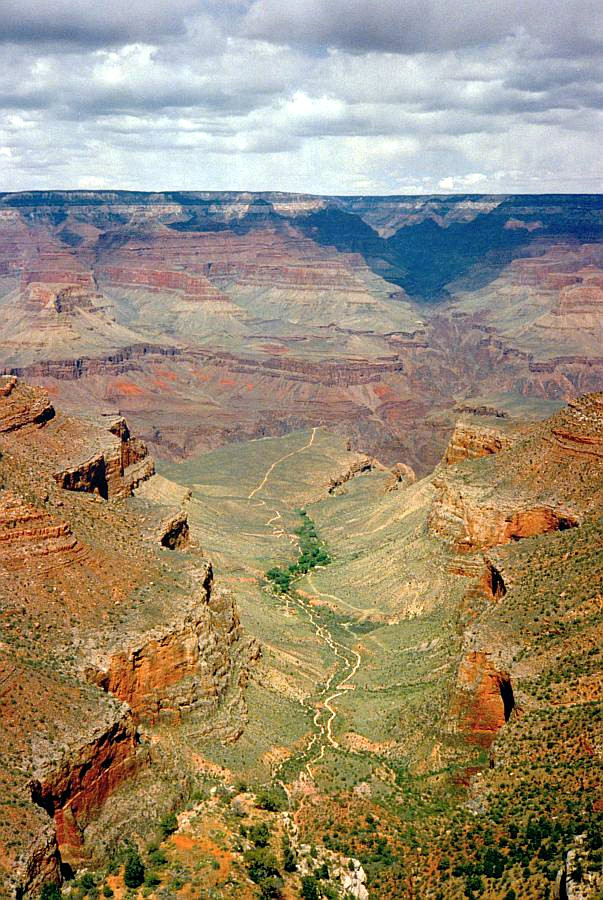
منظر للخانق العظيم.

الخانق العظيم (بالإنجليزية: Grand Canyon)، هو خانق بالغ العمق والاتساع، يقع في الجزء الشمالي الغربي من ولاية أريزونا الأميركية، ويعبر عددًا من ولايات الولايات المتحدة بدًأ من جبال الروكي امتدادًا إلى سواحل كاليفورنيا. يعتبر أحد أروع المشاهد الطبيعية في العالم. يبلغ طوله 349 كيلومتراً. أما أقصى عمقه فيناهز 1,740 متراً.
نشأ الخانق العظيم بسبب نهر كولورادو الذي شق مجراه عبر صخور هضبة الكولورادو خلال 40 مليون سنة، كاشفاً بذلك الطبقات الأرضية المختلفة التي تكونت عبر نحو مليارَي سنة من التاريخ الجيولوجي للقارة الأمريكية.
من يشاهد طبقات الخانق العظيم من أسفل إلى أعلى فإنما يقرأ كتاباً تاريخياً للأرض عبر زمن لم تكن فيها حياة على الأرض قبل نحو مليارَي سنة. وظهرت الحياة على الأرض فجأة في صورة بسيطة قبل نحو 500 مليون سنة، ويسمّي المؤرخون تلك الفترة بالانفجار الكمبري. ثم ظهرت الحياة المائية في المحيطات والأنهار ثم البرمائيات، ثم الزواحف والطيور والديناصورات، وأخيراً نجد في أعلى الطبقات الثدييات حتى نشأة الإنسان.

## الجيولوجيا

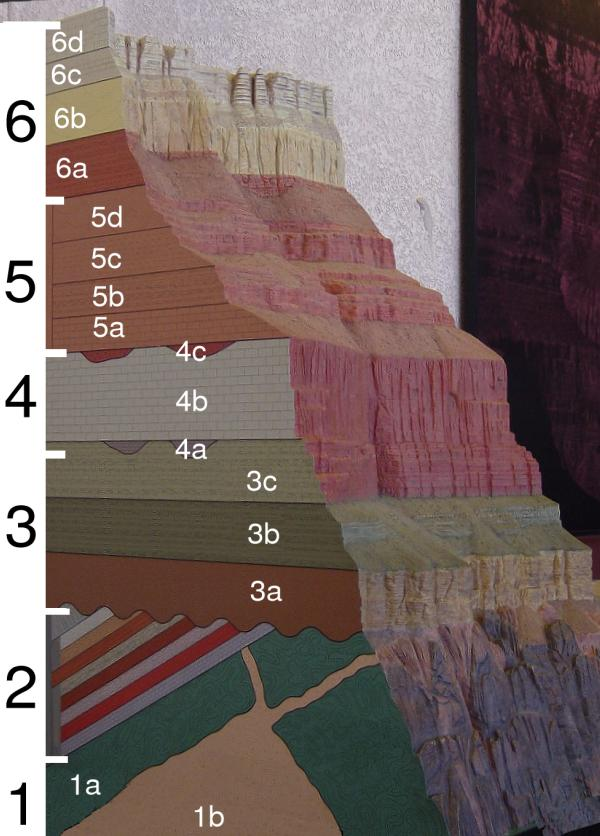
شكل 1. مقطع في طبقات الخانق العظيم (انظر الوصف).

الشكل 1 يبين طبقات الأرض المختلفة التي تكونت عبر عصور متتالية:

### طبقة فشنو الأرضية

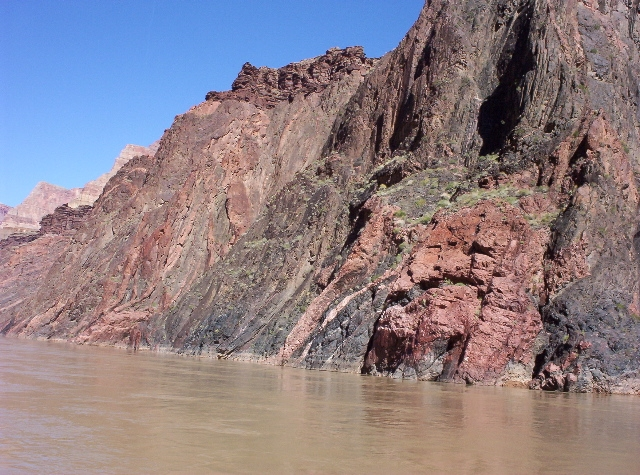
طبقة فشنو التحتية مكونة من صخور بركانية وصخور نارية.

تكونت تلك الطبقة قبل 5و2 - 8و1 مليار سنة في العصر قبل الكمبري، وكانت من الرمل والطمي ورماد البراكين. وكانت تحت الماء. نحو 8و1 إلى 6و1 مليار سنة سبقت تصادمت صفيحة تكتونية أو صفيحتان لجزيرتين بصفيحة أمريكا الشمالية.
. وعلت المنطقة فوق سطح الماء.

### غراند كانيون سوبر غروب
الطبقة الثانية من أسفل تكونت خلال نهاية عصر القبل الكمبري بسبب تحركات صفائح تكتونية صغيرة مبتعدة عن قلب القارة الأمريكية مما جعل حافتها تقل سمكا في اتجاه المحيط الهادي حاليا. فتكون حوض تصدع كاد أن يقسم أمريكا الشمالية إلى نصفين. وأصبحت منطقة الخانق تحت الماء فيما بين مونتانا إلى الخانق العظيم. بهذا تكونت تسعة أنواع متطابقة من الصخور الرسوبية لغراند كانيون سوبر قروب خلال الحقبة 2و1 مليار سنة إلى 740 مليون سنة.
يمكن رؤية أجزاء من السوبرجروب على الجزء الشرقي لجران كانيون عند المنطقتين السياحيتين Lipan Point وMoran point.

### مجموعة تونتو
خلال عصر الحقبة الأولية (باليوزوي) كانت القارة التي أصبحت الآن أمريكا الشمالية موجودة بالقرب من خط الاستواء.
ref name="Kiver1999p400<"/>
ثم حدث الانفجار الكمبري حيث بدأ ظهور الحياة البدائية على الأرض خلال فترة زمنية تقدر بنحو 15 مليون سنة في تلك البقعة من العالم (ظهور ميكروبات). كان المناخ دافئا وظهرت حيوانات التريلوبايت بكثرة. وبدأ المحيط يصل إلى منطقة الخانق العظيم من الغرب قبل نحو 550 مليون سنة. فلما اجتاح المحيط تلك المناطق شرقا بدأت الرسوبيات تتكون فيه وتكونت ثلاثة مجموعات رسوبية تشكل مجموعة طبقات تونتو.

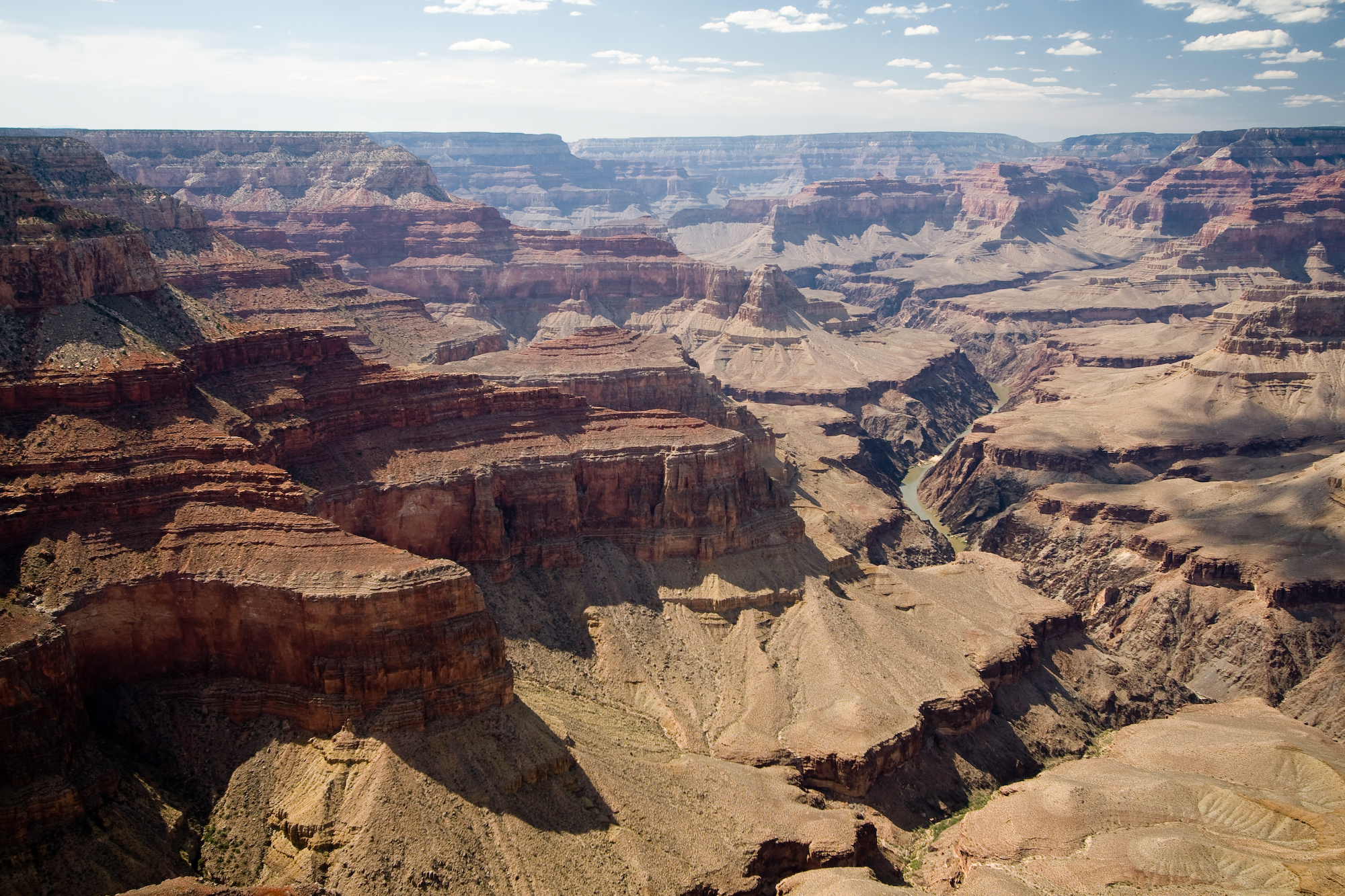
Tonto Groupتظهر مسطحة نسبيا فوق نهر الكولورادو.

تكونت تلك الثلات طبقات خلال فترة زمنية يقدرها العلماء بنحو 30 مليون سنة، من الكمبري المبكر إلى الكمبري المتوسط.
جاء بعد التريلوبايت حيوانات ذراعيات الأرجل «براخيوبود» ويوجد منها الكثير في تلك الطبقة.

### تمبل بوت والحائط الأحمر، وخانق المفاجآت
العصران التاليان من تاريخ الخانق العظيم - عصر أردوفيشي وعصر سيلوري، ليس لهما وجود في طبقاته. ولا يعرف الجيولوجيون كيف كانت الترسيبات خلال ذلك العصرين؛ هل كانت هناك ترسيبات وتآكل بعوامل التعرية، أم لم تتكون تسريبات خلال ذلك العصرين. وكيفما كان الحال فإن التاريخ الجيولوجي لتلك المنطقة الخالية من ترسيبات تشمل نحو 65 مليون سنة، وهي حالة فريدة من نوعها. تتمثّل مظاهر التآكل في وديان وتلال ومنحدرات تغطت فيما بعد بطبقات رسوبية أحدث منها.

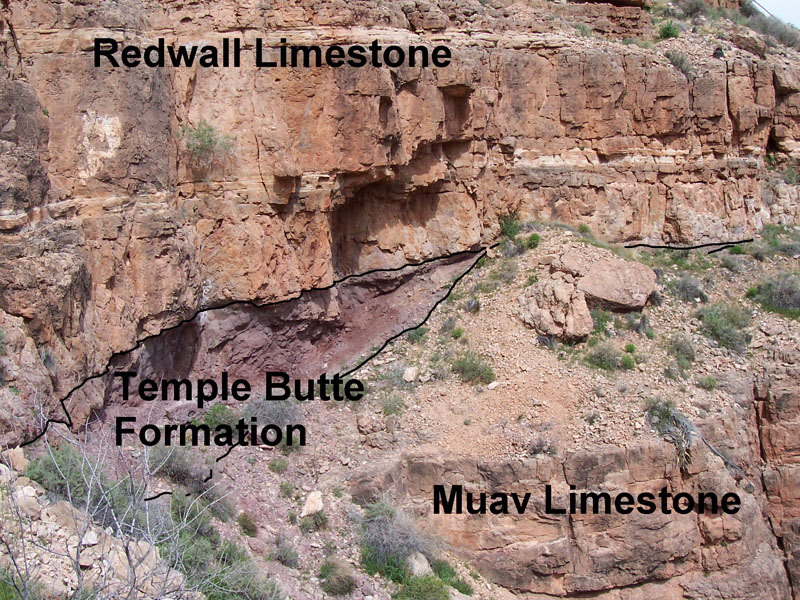
طبقة حجر جيري "مواف" (أسفل)، فوقها طبقة تمبل بوت من الحجر الجيري، ويعلوها طبقة الحائط الأحمر وهي أيضا من الحجر الجيري.

ويشاهد الجيولوجيون قنواتا عميقة قد انتقلت فوق الحجر الجيري «مواف» خلال تلك الحقبة  ويبدو أن جريان مياه قد تسبّبت في ذلك أو ربما حدثت اجتياحات بحرية في المنطقة. على أية حال فإن المنخفضات ممتلئة بأحجار جيرية نشأت مياه عذبة قبل نحو 385 مليون سنة خلال منتصف العصر الديفوني، وهي توجد في طبقات يسميها الجيولوجيون «حجر جيري تمبل بوت» (طبقة 4 في الشكل 1).
وفي «خانق الرخام» في الجزء الشرقي من تلك المنطقة تظهر واضحا تلك القنوات الممتلئة برسوبيات حمراء اللون في طبقات الحجر الجيري تمبل بوت ذات اللون الرمادي والكريمي من نوع دولوميت. ويوجد فيها الكثير من أحفورات الفقريات، وعظام لأسماك ماء عذبة، وعلى الأخص في المنطقة الشرقية، كما توجد الكثير من أحفورات المياه المالحة في الجزء الغربي.
يبلغ سمك طبقة تمبل بوت نحو450 متر وهي أقل سمكا في اتجاه «قرية الخانق العظيم» وأكثر سمكا في الخانق العظيم الغربي. وأعلى تلك الطبقة لا يوجد أثر لوقت عاصرته المنطقة لمدة 40 - 50 مليون سنة، ولا نعرف شيئا عن أحوال ذلك الزمن في تلك المنطقة.
الطبقة التي تعلوها تتكون من تتلال متحجرة من حجر جيري أحمر Redwall Limestone يبلغ سمكها بين 400 - 800 متر (أنظر 4ب في الشكل 1). يتكون هذا الحائط الأحمر من حجر جيري بني اللون يتخلله حجر جيري ذو لون أزرق رمادي، بالإضافة إلى حجر الدولوميت مختلطا بأحجار إبرية بيضاء. وقد ترسبت هذه في مياه ساحلية كانت بالقرب من خط الإستواء خلال 40 مليون سنة. وتتنوع الإحفورات في تلك الطبقة فتجد فيها مرجانيات وحيوانات ذراعيات الأرجل، ونباتات زنبقيات، وشعب مرجانية، وحيوانات نوتويد، واسفنج بحري، هذا بالإضافة إلى كائنات بحرية مثل ثلاثية الفصوص «التريلوبايت»، فقد كل هذه الإحفورات في طبقة الحائط الأحمر.
. وارتفع الخانق العظيم رويدا رويدا خلال عصر المسيسيبي وتآكلت أجزاء من الحائط الأحمر. وقد حصلت أسطح الحائط الأحمر على لونها من مياه الأمطار الهادرة من مناطق غنية بالحديد من طبقات معادن «سوباي» و«هرميت» تعلوها.
كما توجد طبقة تسمّى سربرايز كانيون Surprise Canyon Formation
وهي طبقة رسوبية أيضا مكونة من صفائح حجرية (أردوازية) لونها أحمر بنفسجي مترسبة فوق الحائط الأحمر في أحواض متفرقة من الرمل والحجر الجيري (أنظر 4 سي في الشكل 1). وقد ترسبت تلك التكوينات خلال العصر المسيسيبي المتأخر والعصر البنسلفاني المبكر عندما انخفضت الأرض وملأ المد والجزر وديان النهر بالرسوبيات. توجد تلك التكوينات في بؤر منعزلة عن بعضها البعض وتكون طبقة سمكها بين 50 إل 400 متر.
لم يكن خانق المفاجأة  معروفا قبل 1973، ولا يمكن الوصول إليه إلى بطائر مروحية. وتوجد فيها أحفورات جزوع أشجار ونباتات أخرى.

### مجموعة سوباي

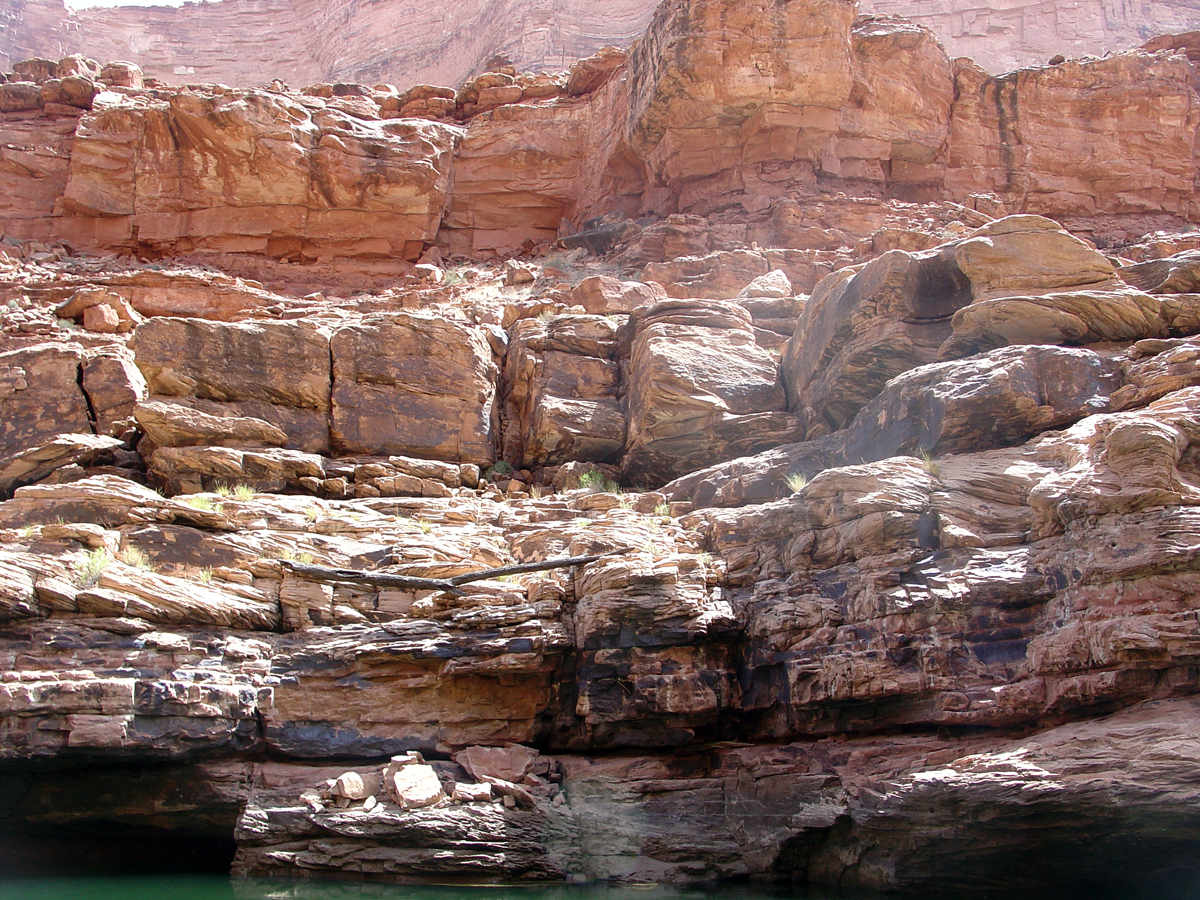

يوجد عدم توافق يمتد من 15 - 20 مليون سنة بين
مجموعة سوباي وما تحتها من رسوبيات الحائط الأحمر. فقد ترسبت طبقات سوباي خلال عصر المسيسيبي المتأخر وخلال العصر البنسلفاني
والعصر البرمي المبكر، أي خلال 320 مليون سنة إلى 270 مليون سنة سبقت. تتكون تلك الرسوبيات من رسوبيات بحرية وأجزاء منها رسوبيات أرضية تتكون من طفلة وطمي متحجر ورمال ورواسب كلسية مترسبة على صفحة عريضة من الشاطئ، مشابهة للموجودة حاليا في خليج تكساس. خلال تلك الفترة ارتفعت جبال روكي في كولورادو ونيومكسيكو، وجرفت المياه رواسبا منها إلى منطقة الخانق العظيم.
تتكون مجموعة طبقات سوباي في الجزء الغربي من الخانق من حجر جيري مما يشير إلى تكونها خلال مناخ دافئ وبحر غير عميق، بينما الجزء الشرقي منها ربما كان مكون من دلتا نهر يغمرها الطمي.
تلك الترسيات تتكون من طمي متحجر وحجر رملي يصل سمكها نحو 200 متر.
وقد تأكسدت الأحجار الأردوازية من العصر البرمي المبكر وأصبحت حمراء اللون. وتوجد فيها طبعات أقدام حيوانات برمائية (أمفيبيا) وزواحف، وكثير من أنواع النباتات وعلى الأخص في منطقتها الشرقية، كما يكثر في الجزء الغربي منها أحفورات لحيوانات مائية.

### هرميت، كوكونينو، توروويب، وكايباب
تلك طبقات من الحجر الجيري مختلفة الأنواع، وتسمياتها نابعة من مناطق في أمريكا الشمالية وجدت فيها لأول مرة وتميزها. كل تلك الطبقات تكونت خلال العصر البرمي. ترسّبت طبقة الهرميت في مناطق ساحلية عريضة (أنظر 6 أ في الشكل 1). وهي طبقة أكسيد الحديد يتخللها طفلة وطمي متحجر نشأت من جريان مياه عذبة قبل 280 مليون سنة في منطقة كان مناخها جافا.
<
نجد فيها حشرات ذات أجنحة وأنواع من النباتات، كما نجد فيها آثار أقدام ما يشبة السحالي وأنواع أخرى من الحيوانات الفقرية. وهي طبقة حمراء اللون من الطمي المتحجر يبلغ سمكها بين 30 متر و270 متر. يتساقط من تلك الطبقة أحيانا أحجار منها في حجم سيارة أو بيت صغير تسقط على طبقة تحتها تسمّى طبقة تونتو.

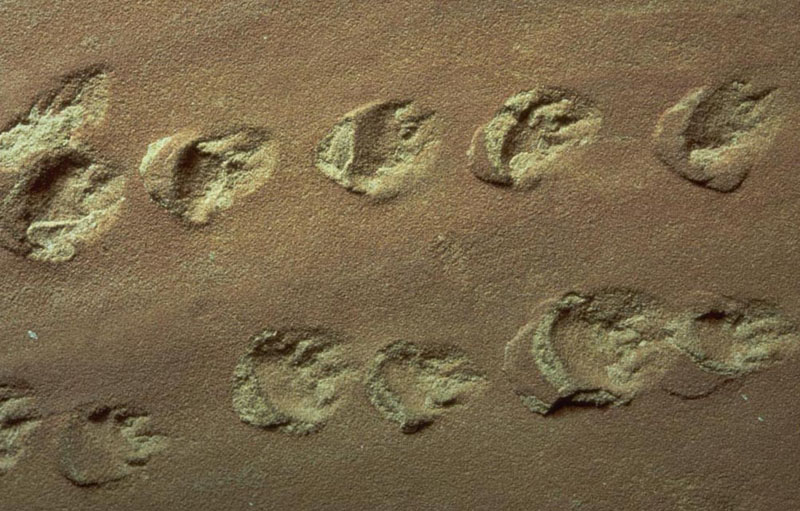
أحفورة أثار أقدام ما يشبه السحلية في حجر رملي كوكنينو.

تكونت طبقة كوكونينو من الحجر الرملي قبل 275 مليون سنة حينما أصاب الجفاف تلك المنطقة وتكوّنت فيها كثبان رملية رمال كوارتز (6 ب في الشكل 1). تأتي طبقة كوكنينو فوفق طبقة هرميت. وتكونت طبقة كوكنينو خلال فترة من 5 - 10 مليون سنة. سمك الطبقة حاليا بين 20 إل 200 متر ولونها أبيض ذهبي قريبة من حافة الخانق.
توجد في طبقة كوكنينو أيضا حفريات آثار أقدام ما يشبه السحالي والعقارب.

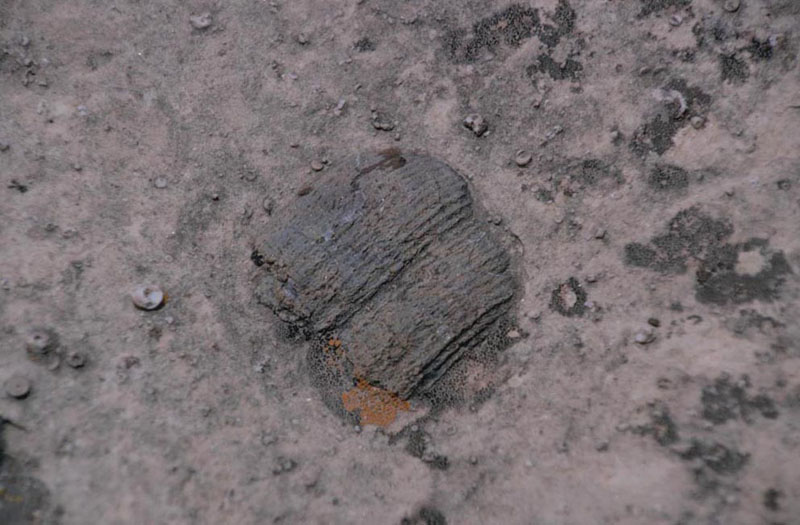
أحفورة ذراعيات الأرجل brachiopod من طبقة توروويب.

ثم نجد أعلاها طبقة توروويب التي يبلغ سمكها نحو 70 متر (أنظر 6 سي في الشكل1).
. وهي تتكون من أحجار رملية صفراء اللون وحمراء، كما يوجد فيها حجر جيري صفائحي رمادي وجير. هذا يدل على تكونها خلال فترة دافئة في مياه ساحلية غير عميقة تتابع عليها امتاح المياه ثم انحصارها لعهود طويلة. يبلغ متوسط عمر الطبقة نحو 273 مليون سنة.
تحوي تلك الطبقة أحفورات «براخيوبود» (ذراعية الأرجل) وشعب مرجانية وحيوانات أرضية أخرى.
أعلى طبقة في الخانق العظيم هي طبقة كايباب وهي من الحجر الجيري (6 دي في الشكل 1). تآكلت تلك الطبقة وأصبح سمكها بين 100 إلى 135 متر 
وقد تكونت قبل 270 مليون سنة
كان المناخ أيضا دافئ وكانت المنطقة لا تزال شاطئية ترسبت في مياها الضحلة في طبقة التوروويب. كانت تلك الترسيبات من الحجر الرملي ويتخللها في بعض المناطقة أحجارا صفيحية من الحجر الرملي قرب السطح. لونها بني فاتح على رمادي فاتح يقف عليه الزوار أثناء زيارتهم للخانق العظيم.
تغطي طبقة كايباب شمال الخانق بينما تغطي كوكونينو جنوب الخانق. وتوجد فيها أسنان لسمك القرش وأحفورات كثيرة أخرى لحيوانات غير فقارية بحرية مثل «البراكيوبود» والشعب المرجانية وليليا البحر والديدان.

## التاريخ البشري
أطلق السكان الأصليون من البايوت على الخانق العظيم اسم كايو آفوي أي “الجبل المضطجع”. أول من وصل إلى هذا المكان من الأوروبيين الإسبان الذين قدموا باحثين عن مدن الذهب المزعومة في 1540 وأمضوا ثلاثة أيام على حافة الخانق الجنوبية وفشلوا في العثور على ممر ينزلون عن طريقه إلى النهر. عادت مجموعة من الكشافة الإسبان من أسفل الوادي وتحدثوا عن تشكيلات صخرية ضخمة.

## صور الخانق العظيم

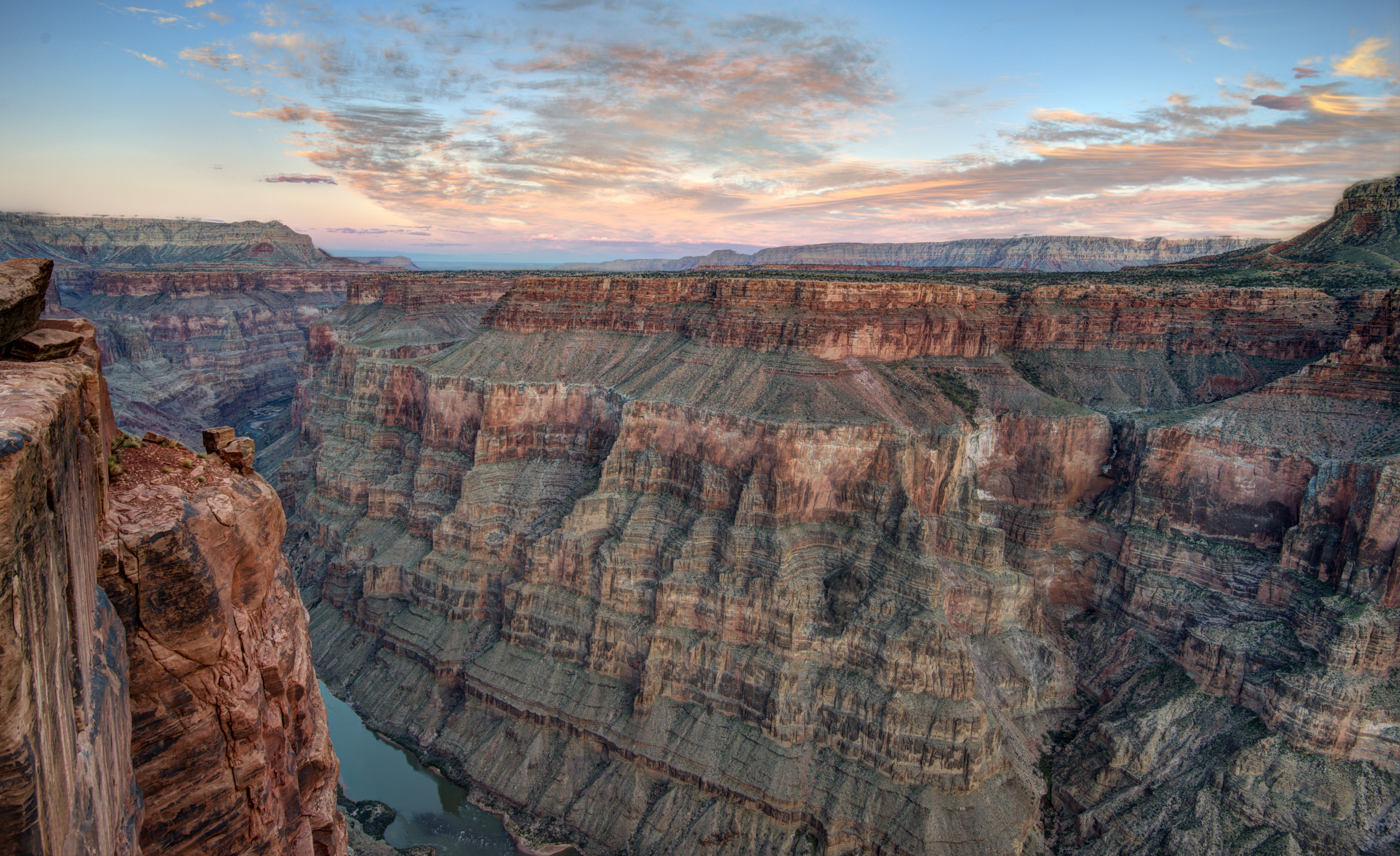
الغروب عند Toroweap.
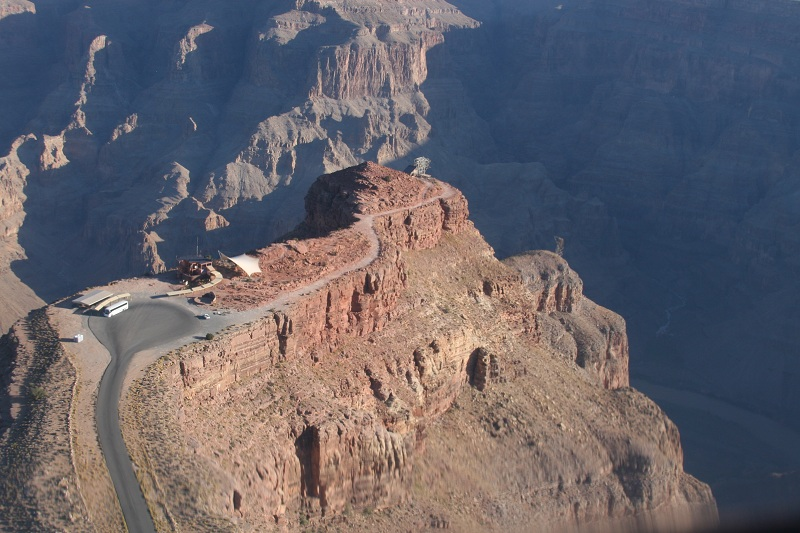
Guano Point - منطقة سياحية , بالقرب من هنود حمر Hualapai.
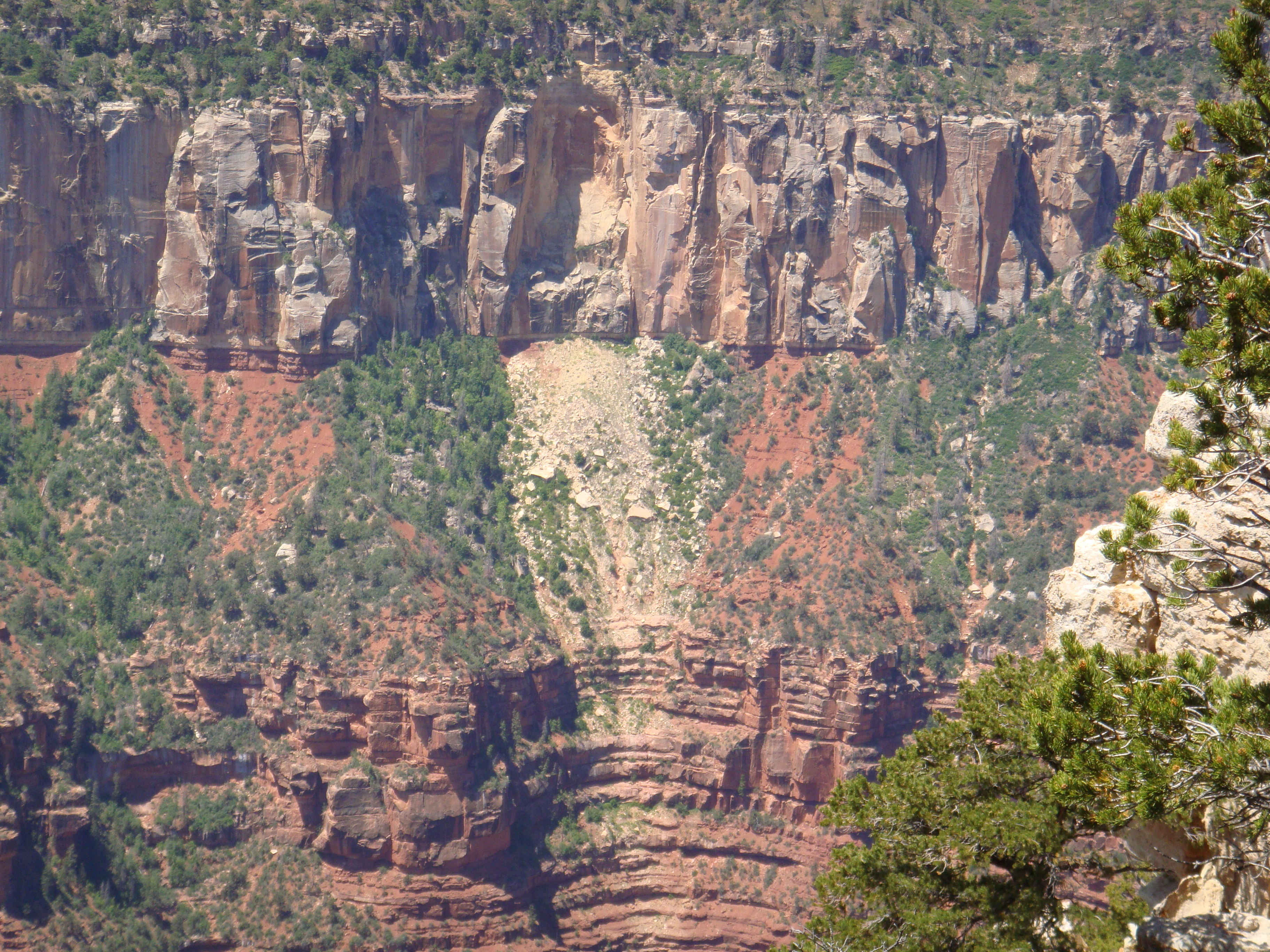
Rockfalls in recent times, along with other انهيال كتلي, have further widened the canyon.
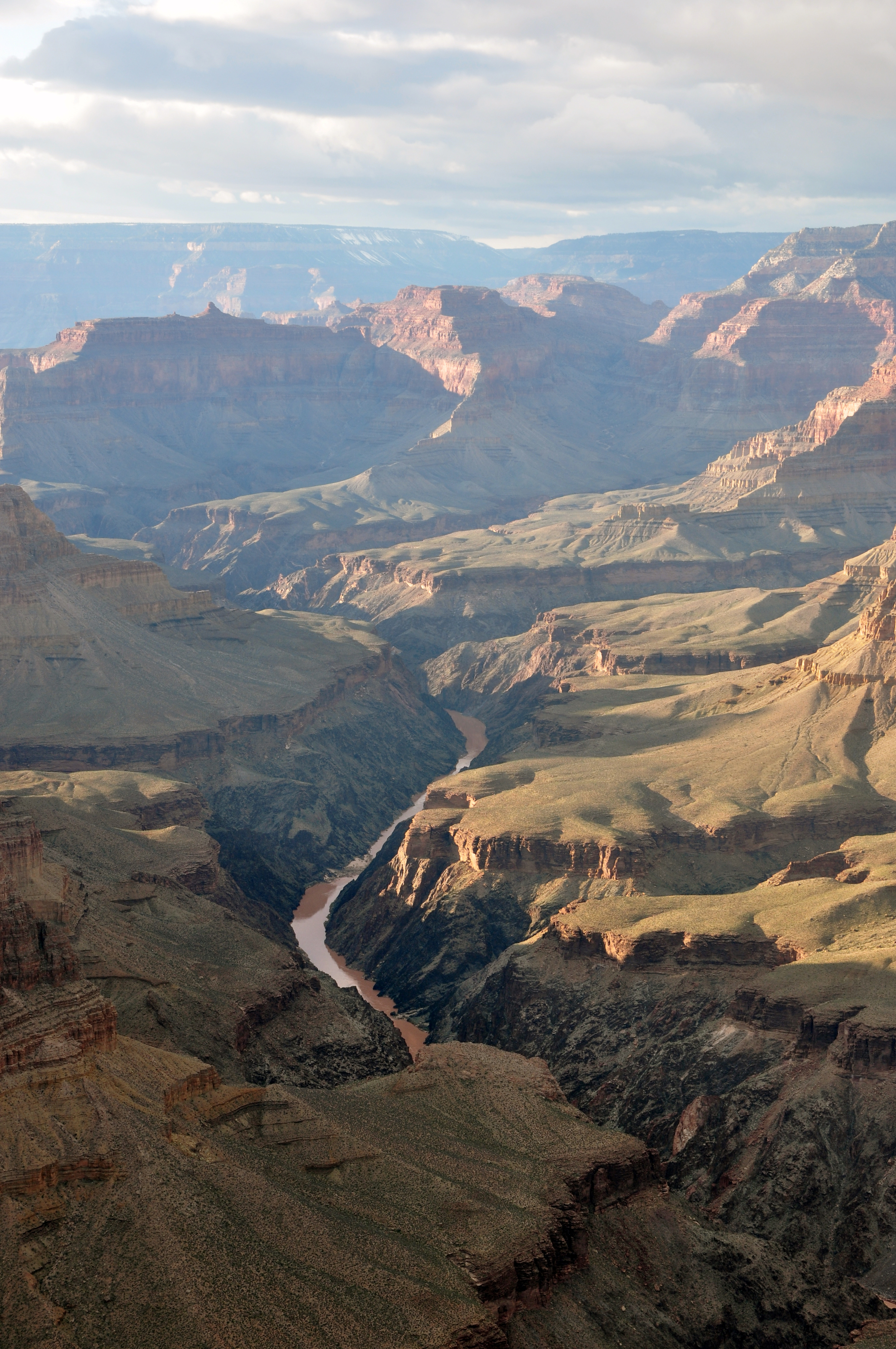
منظر من "موهاف بوينت" Mohave Point لنهر كولورادو

## طالع أيضًا
- ممشى غراند كانيون
- جيولوجيا جراند كانيون
- تلال كويوت
- محمية وطنية فرمليون كليفس
- خانق بليد ريفر